# Efecte Volta
L'efecte volta és una teoria obsoleta que intentava explicar com es generava l'electricitat a una pila voltaica.
La teoria es basava en els principis de l'electroestàtica i afirmava que si s'uneixen dos metalls heterogenis que tenen temperatures iguals, es crearà una diferència de potencial en els seus extrems lliures, el valor del qual serà constant si es tracta de la mateixa junta i tenen les mateixes condicions de temperatura en el moment de la mesura. Aquesta explicació va ser substituïda per la teoria electroquímica segons la qual l'electricitat és generada per efectes químics i per l'intercanvi d'electrons entre els àtoms de la bateria. Un factor important que va portar a l'abandonament de la teoria de l'efecte volta va ser l'observació de què la corrosió o polarització de les bateries que suposava la seva degradació semblava inevitable, com més electricitat s'extreia de la bateria més ràpida era la degradació.
De fet, l'efecte volta correspon a un potencial elèctric molt feble que es produeix per contacte entre diferents metalls. Aquest efecte va ser descobert per Alessandro Volta, i pot ser mesurat, però l'efecte no és prou important per ser utilitzat per fer bateries elèctriques.
Entre els primers anys del segle xix i la dècada de 1830 es van inventar diverses piles seques en un intent d'establir l'origen de l'electricitat de la pila humida de Volta, i en especial per donar suport a la teoria de l'electrificació per contacte.